# Eumecurus ljubodragi
Eumecurus ljubodragi är en insektsart som beskrevs av Dlabola 1985. Eumecurus ljubodragi ingår i släktet Eumecurus och familjen kilstritar. Inga underarter finns listade i Catalogue of Life.